# Nyctemera alba
Nyctemera alba là một loài bướm đêm thuộc phân họ Arctiinae, họ Erebidae.